# Chelsea Zhang
Chelsea Zhang (Pittsburgh, 6 novembre 1996) è un'attrice statunitense conosciuta per aver interpretato Rose Wilson nella serie televisiva DC Titans, per i ruoli ricorrenti in Andi Mack e Daybreak, prodotta da Netflix, e per aver interpretato Naomi nel film Quel fantastico peggior anno della mia vita.

## Biografia
Nata e cresciuta a Pittsburgh, in Pennsylvania, Chelsea venne accettata alla University of Southern Carolina a soli 16 anni. Nel 2017 si è poi laureata in economia aziendale alla Marshall School of Business.

## Carriera
Chelsea debutta al grande schermo ottenendo qualche comparsa nel film del 2012 Noi siamo infinito con Emma Watson per poi, nel 2015, interpretare Naomi nel film Quel fantastico peggior anno della mia vita. 
Nel 2017 ha interpretato Brittany nella serie televisiva Andi Mack prodotta da Disney Channel per le prime due stagioni. Nel 2018 ha interpretato Sawyer nel film Relish, pellicola indipendente proiettata in numerosi festival internazionali del cinema; al Burbank International Film Festival del 2019 Chelsea ottenne diverse nomination e premi come miglior attrice non protagonista ed uno per il miglior cast cinematografico.
Nel marzo 2019 viene annunciato il ruolo di Rose Wilson nella serie DC Titans. Pochi mesi dopo appare anche nella serie televisiva Netflix Daybreak, interpretando Karen Jane “KJ".

## Filmografia

### Film
- Noi siamo infinito (The Perks of Being a Wallflower), regia di Stephen Chbosky (2012)
- Quel fantastico peggior anno della mia vita (Me & Earl & the Dying Girl), regia di Alfonso Gomez-Rejon (2015)
- The Cheerleader Murders, regia di David Jackson (2016)
- Virtual High, regia di Alexander Berman (2016)
- Relish, regia di Justin Ward (2018)
- Love in Taipei, regia di Arvin Chen (2023)

### Televisione
- Chasing Life – serie tv, 1 episodio (2015)
- Scream Queens – serie tv, 1 episodio (2015)
- Andi Mack – serie tv (2017-2018)
- Titans – serie tv (2019-2023)
- Daybreak – serie tv (2019)

## Doppiatrici italiane
Nelle versioni in italiano delle opere in cui ha recitato, Chelsea Zhang è stata doppiata da:
- Erica Necci in Quel fantastico peggior anno della mia vita, Love in Taipei
- Roisin Nicosia in Titans